# Mother Father Brother Sister
『Mother Father Brother Sister』（マザー ファザー ブラザー シスター）は、MISIAの1枚目のアルバムである。発売元はBMG JAPAN/アリスタジャパン。

## 概要
ソウルミュージック、ゴスペル、コンテンポラリー・R&Bといったブラックミュージックの要素を多く取り入れ制作されたファースト・アルバム。1stシングル「つつみ込むように…」のアルバム・バージョンと2ndシングル「陽のあたる場所」およびそれぞれのカップリング曲を収録。6曲目と10曲目の始まりの部分では前曲の終わりの部分が数秒間聞こえてくる。
本作はオリコン・アルバムチャートにおいて77週に亘ってランクインし続けるロングセラーを記録し、売り上げは250万枚を突破、同年末に行われた第40回日本レコード大賞ではベストアルバム賞を受賞した。
初回盤はジャケットが見える丸い穴が開いた特殊パッケージ仕様となっている。
2003年12月3日にはSA-CDハイブリッド仕様で再リリースされた。

## 収録曲
1. Never gonna cry! strings overture (0:53)
作曲・編曲：鷺巣詩郎・松井寛
2. K.I.T (4:22)
作詞：MISIA、作曲・編曲：島野聡
  - ｢エルセーヌ｣ TV-CMソング。
3. 恋する季節 (5:43)
作詞：園田利隆・黒須チヒロ、作曲・編曲：島野聡
  - 2ndシングルのカップリング曲。
4. I'm over here 〜気づいて〜 (5:04)
作詞：MISIA、作曲・編曲：島野聡
5. interlude #1 (0:57)
作曲・編曲：島野聡
6. Tell me (5:07)
作詞：MISIA、作曲・編曲：島野聡
7. キスして抱きしめて (5:12) 
作詞・作曲：MISIA、編曲：島野聡
  - 間奏部分に於いて1stシングル「つつみ込むように…」のイントロが引用されている。
8. Cry (5:43)
作詞：MISIA、作曲・編曲：島野聡
9. interlude #2 (0:40)
作曲・編曲：島野聡
10. 小さな恋 (5:35)
作詞：MISIA、作曲・編曲：島野聡
11. 陽のあたる場所 (5:17)
作詞：MISIA・佐々木潤、作曲・編曲：佐々木潤
  - 2ndシングル表題曲。
12. 星の降る丘 (5:42)
作詞：黒須チヒロ、作曲：島野聡、編曲：船山基紀
13. つつみ込むように… (DAVE“EQ3”DUB MIX) (5:47)
作詞・作曲：島野聡、編曲：松井寛
  - デビューシングル表題曲のアルバムバージョン。先行発売されたアナログ盤のリミックスが今回収録された。
14. Never gonna cry!/Never gonna cry! (JUNIOR VASQUEZ REMIX RADIO EDITION) (14:05)
作詞：Tai、村上義之、作曲：松井寛、編曲：松井寛、鷺巣詩郎
  - Never gonna cry! (0:00 - 6:10)

デビューシングルのカップリング曲。
  - Never gonna cry! (JUNIOR VASQUEZ REMIX RADIO EDITION)(9:10 - 14:05)

「Never gonna cry!」の後に流れるシークレットトラックで、3分間の無音状態からこの楽曲に接続する。ライブDVD+リミックスアルバム『DECIMO X ANIVERSARIO DE MISIA 〜THE TOUR OF MISIA 2008 EIGHTH WORLD + THE BEST DJ REMIXES〜』にも収録されている。このリミックスのフルバージョンはデビューシングル及びリミックスアルバム『MISIA REMIX 2000 LITTLE TOKYO』に収録されている。

## 演奏
- MISIA：Vocal & Background Vocals
- 島野聡：Keyboards & Drum Programming (#1-10.12)
- 松井寛：Keyboards & Drum Programming (#13.14)
- 熊原正幸：Keyboards & Drum Programming (#11)
- 鈴木健治：Guitar (#1-11.13.14)
- Koichi Masuzaki：Guitar (#12)
- 沼澤尚：Drums (#12)
- 与田春生：Drums (#14)
- 笹本安詞：Bass (#2)
- TAKE：Bass (#12)
- 宇田川博史：Bass (#11)
- 五十嵐慎一：Keyboards (#11)
- 山田秀俊：Keyboards (#12)
- 鈴木明男：Sax Solo (#13)
- 鈴木保：Harp Solo (#7)
- MSA R&R SYMPHONY ORCHESTRA：Strings & Brass Section
- Suzi Kim：Background Vocals (#14)
- DJ TASHI：Scratch (#4)